# Stumm (Fernsehserie)
Stumm (Originaltitel: El silencio) ist ein Psychothriller, der am 19. Mai 2023 weltweit auf Netflix veröffentlicht wurde. Die sechsteilige Miniserie wurde von Aitor Gabilondo entwickelt und produziert.

## Inhalt
Die Serie folgt dem jungen Sergio Ciscar, der als Jugendlicher seine Eltern ermordet hat. Seit der Tat hat er kein Wort mehr gesprochen. Nach sechs Jahren Haft wird Sergio auf Bewährung entlassen. Die Psychiaterin Ana Dussuel wird beauftragt, mit unkonventionellen Methoden herauszufinden, ob von Sergio weiterhin eine Gefahr für die Gesellschaft ausgeht. Dazu wird er heimlich überwacht und analysiert, während er versucht, sich in der Gesellschaft zurechtzufinden.

## Besetzung und Synchronisation
Die deutschsprachige Synchronisation entstand nach den Dialogbuch von Luisa Buresch sowie unter der Dialogregie von Sarah Méndez García durch die Synchronfirma Interopa Film GmbH.
| Rolle                         | Schauspieler    | Synchronsprecher   |
| ----------------------------- | --------------- | ------------------ |
| Sergio Ciscar Polo            | Arón Piper      | Karim El Kammouchi |
| Ana Dussuel                   | Almudena Amor   | Anne Helm          |
| Marta                         | Cristina Kovani | Valentina Bonalana |
| Eneko                         | Manu Ríos       | Nicolas Rathod     |
| stellvertr. Inspektor Cabrera | Aitor Luna      | Jaron Löwenberg    |
| Greta                         | Aria Bedmar     | Melinda Rachfahl   |
| Mikel                         | Mikel Losada    | Armin Schlagwein   |

## Produktion
Stumm wurde von Aitor Gabilondo entwickelt und produziert. Die Serie wurde in Madrid und in Bilbao gedreht. Die Serie wurde am 19. Mai 2023 auf der Streaming-Plattform Netflix veröffentlicht.